# Tulip
Tulip (チューリップ?) este o trupă japoneză, înființată de Kazuo Zaitsu în 1971. Inspirați de The Beatles, ei sunt pionieri ai genului J-pop (numit în anii 1970-1980, muzică nouă).